# Galvez EC
A Galvez Esporte Clube, röviden Galvez labdarúgó csapatát 2011-ben Rio Branco városában alapították. A  brazil együttes Acre állam első osztályú bajnokságának tagja.

## Története
A egyesületet 2011-ben, a Rio Branco katonai rendőrségének alkalmazottjai hozták létre. Még ebben az évben indultak először az állami bajnokság második vonalában, ahol egészen a döntőig meneteltek, de az Andirá jobbnak bizonyult náluk. A következő, 2012-es évben veretlenül nyerték a másodosztály küzdelmeit.

## Sikerlista

### Állami
- 1-szeres Segunda Divisão bajnok: 2012

## Játékoskeret
2015-től
| # |     | Poszt | Név           |
| - | --- | ----- | ------------- |
|   | BRA | K     | Máximo        |
|   | BRA | K     | Cleverson     |
|   | BRA | V     | Mendes Júnior |
|   | BRA | V     | Chumbo        |
|   | BRA | V     | Januário      |
|   | BRA | V     | Zagalo        |
|   | BRA | V     | Esquerdinha   |
|   | BRA | V     | Diego Pereira |
|   | BRA | V     | Diego         |
|   | BRA | KP    | Tom           |
|   | BRA | KP    | Rick          |
|   | BRA | KP    | Renato        |
|   | BRA | KP    | Neném         |
|   | BRA | KP    | Hamilton      |
|   | BRA | CS    | Pretinho      |
|   | BRA | CS    | Juliano César |